# Centro Suizo de Computación Científica
El Centro Suizo de Computación Científica (en italiano: Centro Svizzero di Calcolo Scientifico) es el centro nacional de cómputo de alto desempeño de Suiza. Fue fundado en Manno, cantón de Tesino (Ticino), en 1991. En marzo de 2012, el CSCS se trasladó a su nueva ubicación en Lugano-Cornaredo.
La función principal del Centro Nacional de Supercomputación suizo es el llamado Laboratorio Nacional de usuarios. Está abierto a todos los investigadores suizos y a sus asistentes, que pueden obtener libre acceso a las supercomputadoras CSCS en un proceso de evaluación científica competitiva. Además, el centro cuenta con instalaciones informáticas dedicadas para proyectos de investigación específicos y mandatos nacionales, por ejemplo, pronóstico del tiempo. Es el centro de competencia nacional para la informática de alto rendimiento y sirve como una plataforma tecnológica para la investigación de Suiza en la ciencia computacional. CSCS es una unidad autónoma del Instituto Federal Suizo de Tecnología en Zúrich (ETH Zúrich) y colabora estrechamente con el Universidad local de Lugano (USI).